# Grönstjärtad borstbulbyl
Grönstjärtad borstbulbyl (Bleda eximius) är en fågel i familjen bulbyler inom ordningen tättingar.

## Utseende och läten
Grönstjärtad borstbulbyl är en 20 cm lång bulbyl med grönbrun ovansida och gul undersida. Karakteristiskt är gula spetsar på de yttre stjärtpennorna. Liknande roststjärtad borstbulbyl har enfärgat rostbrun stjärt. Sången är dock lik, fallande och darrande med läspande ton.

## Utbredning och status
Fågeln förekommer från Guinea till Sierra Leone och Ghana. Den behandlas som monotypisk, det vill säga att den inte delas in i några underarter.

## Status och hot
Grönstjärtad borstbulbyl har en relativt liten världspopulation uppskattad till endast mellan 10.000 och 20.000 vuxna individer. Den tros också minska i antal till följd av skogsavverkning. Tidigare kategoriserade internationella naturvårdsunionen IUCN arten som sårbar, men den har sedermera nedgraderats till den lägre hotnivån nära hotad efter data som visar att den vill viss del tolererar förändringar i dess levnadsmiljö.